# FIN-палета
FIN-палета  — стандартизована у Європі палета, яка визначається провідною у Північній Європі компанією з контролю та стандартизації «INSPECTA». Єдиний стандарт вантажних піддонів забезпечує їх безперервний обіг між постачальниками та дистриб'юторами товарів і вантажів.
Типова фінська палета має параметри 1000 × 1200 мм та розрахована на розміщення вантажу до 2 400 кг.
Такі палети обов'язково мають випалене клеймо «FIN».